# Tristen Robins
Tristen Robins, född 15 november 2001, är en brittiskfödd kanadensisk professionell ishockeyforward som är kontrakterad till San Jose Sharks i National Hockey League (NHL) och spelar för San Jose Barracuda i American Hockey League (AHL).
Han har tidigare spelat för Regina Pats och Saskatoon Blades i Western Hockey League (WHL).
Robins draftades av San Jose Sharks i andra rundan i 2020 års draft som 56:e spelare totalt.

## Statistik
| 2014–2015  | Brandon Wheat Kings U15      |            | 30  | 6  | 17  | 23  | 30  | —  | — | — | — | — |
| 2015–2016  | Brandon Wheat Kings U15      |            | 35  | 51 | 40  | 91  | 33  | 3  | 3 | 0 | 3 | 2 |
| 2016–2017  | Rink Hockey Academy Prep U18 | CSSHL      | 25  | 5  | 8   | 13  | 24  | 4  | 2 | 2 | 4 | 2 |
| 2017–2018  | Rink Hockey Academy Prep U18 | CSSHL      | 31  | 20 | 34  | 54  | 51  | 5  | 0 | 6 | 6 | 4 |
|            | Regina Pats                  | WHL        | 1   | 0  | 0   | 0   | 0   | —  | — | — | — | — |
|            | Steinbach Pistons            | MJHL       | 1   | 1  | 0   | 1   | 0   | —  | — | — | — | — |
|            | Saskatoon Blades             | WHL        | 3   | 0  | 1   | 1   | 0   | —  | — | — | — | — |
| 2018–2019  | Saskatoon Blades             | WHL        | 68  | 9  | 16  | 25  | 26  | 10 | 3 | 1 | 4 | 0 |
| 2019–2020  | Saskatoon Blades             | WHL        | 62  | 33 | 40  | 73  | 28  | —  | — | — | — | — |
| 2020–2021  | Saskatoon Blades             | WHL        | 16  | 10 | 13  | 23  | 8   | —  | — | — | — | — |
|            | San Jose Barracuda           | AHL        | 2   | 0  | 0   | 0   | 0   | —  | — | — | — | — |
| 2021–2022  | Saskatoon Blades             | WHL        | 62  | 33 | 45  | 78  | 54  | 3  | 0 | 1 | 1 | 2 |
| 2022–2023  | San Jose Sharks              | NHL        | 1   | 0  | 0   | 0   | 0   | —  | — | — | — | — |
|            | San Jose Barracuda           | AHL        | 63  | 17 | 21  | 38  | 16  | —  | — | — | — | — |
| NHL totalt | NHL totalt                   | NHL totalt | 1   | 0  | 0   | 0   | 0   | —  | — | — | — | — |
| AHL totalt | AHL totalt                   | AHL totalt | 65  | 17 | 21  | 38  | 16  | —  | — | — | — | — |
| WHL totalt | WHL totalt                   | WHL totalt | 212 | 85 | 115 | 200 | 116 | 13 | 3 | 2 | 5 | 2 |